# اداره آمار کانادا
اداره آمار کانادا (به انگلیسی: Statistics Canada) (به فرانسوی: Statistique Canada) که در سال ۱۹۷۱ تشکیل شد یک سازمان دولتی است که با تولید آمار به سفارش دولت کانادا به درک بهتر عواملی در کانادا مانند جمعیت، منابع، اقتصاد، جامعه و فرهنگ کمک می‌کند. دفتر مرکزی اداره آمار کانادا در اتاوا است.